# Русское искусство (журнал)
«Русское искусство» — российский ежеквартальный художественный журнал, посвященный исследованию русского художественного наследия, издающийся с 2004 года.

## История
Журнал «Русское искусство» основан в 1923 году. Издавал журнал, в основанном им издательстве «Творчество», видный просветитель своего времени Соломон Абрамов (1884—1957). Целью журнала была популяризация русского искусства в самой России и, как мечтал об этом издатель и авторский коллектив, в Европе и Америке. В то время среди сотрудников редакции были видные деятели русской культуры: Б. Р. Виппер, И. Э. Грабарь, Е. И. Замятин, П. П. Муратов, О. Э. Мандельштам, Н. Н. Пунин, М. С. Шагинян и др. В 1923 году вышло три номера журнала (в двух выпусках, так как номера второй и третий были объединены), после этого издание журнала прекратилось.
В 2003 году началась работа по возрождению журнала «Русское искусство». Автором идеи возобновления издания и его главным редактором стала Ольга Костина — старший научный сотрудник Государственного института искусствознания (в 1998—2001 гг. — главный редактор журнала «Русская галерея»; с 2011 г. — главный редактор журнала «Искусствознание», издаваемого ГИИ). Идею возрождения журнала поддержали Елена и Виктор Бехтиевы (создатели Благотворительного фонда им. П. М. Третьякова), пригласившие к участию в проекте Александра Колосова и Раису Неяглову-Колосову, в то время руководителей российско-швейцарского издательства «Эдипресс-Конлига». С 2004 по 2008 год возобновленный журнал выходил в этом издательстве; интернет-портал «Русское искусство» начал свою работу в 2005 году.
Широко иллюстрированное просветительское издание посвящено русскому художественному наследию и классике отечественного искусства XX века. Это журнал о музейных и частных коллекциях, уникальных экспозициях, знаменитых меценатах, современных коллекционерах, известных мастерах и забытых художниках.
С 2009 года «Русское искусство» издается Благотворительным фондом им. П. М. Третьякова и выходит 4 раза в год, объёмом 144 полосы.
Рубрики журнала: Тема; Культура России; Музей; Выставка; Атрибуция; Открытие; Ракурс; Публикация; Рецензия; Презентация и др.
Все номера журнала имеют определённую тематику, одни темы связаны с общезначимыми юбилейными датами (например, с 650-летним юбилеем Андрея Рублева, 200-летием Отечественной войны 1812 года, 400-летием династии Романовых), другие — с научными проблемами искусствознания. Среди тем вышедших номеров: «Искусство императорского двора», «Открытия в искусстве и искусствознании», «Усадебная культура. Проблемы сохранения наследия», «Государственные музеи и частные коллекции», «Почтовая миниатюра: марка и открытка в художественном пространстве», «Русская икона», «Романтизм и романтическое в искусстве»… Спецпроект «Диалог культур» позволяет редакции расширить «географию» публикаций и рассказать о взаимном влиянии и взаимном проникновении культур России и других стран (вышли номера «Россия — Швейцария», «Россия — Германия», «Россия — Франция», «Россия — Италия», «Россия — Грузия», «Россия — Греция», «Россия — Португалия»). С 2014 года в каждом номере публикуются материалы, непосредственно связанные с государственной программой «Культура России», освещающие вопросы развития художественной жизни регионов. Гордостью издателей и редакции стали специальные выпуски журнала, посвящённые истинным «духовным пастырям» — выдающимся деятелям русской культуры П. М. Третьякову, И. Э. Грабарю, И. С. Остроухову, чьи имена неотделимы от истории Третьяковской галереи.
Журнал «Русское искусство» является постоянным информационным партнером Музеев Московского Кремля, Третьяковской галереи, Русского музея, Музея им. Андрея Рублева, и других столичных и региональных музеев. Журнал рассказывает о русском художественном наследии и классике отечественного искусства XX века. Авторы журнала — лучшие российские и зарубежные искусствоведы, сотрудники музеев, коллекционеры, общественные и политические деятели.

## Редакция
Главный редактор Елена Бехтиева, искусствовед, заслуженный работник культуры РФ, сотрудник отдела научно-просветительской работы Государственной Третьяковской галереи, председатель правления Благотворительного Фонда им. П. М. Третьякова, помощник председателя Комитета Совета Федерации по науке, образованию и культуре. Награждена медалью ордена «За заслуги перед Отечеством» II степени, Почетной грамотой Московской городской Думы, знаком отличия «Золотой фонд прессы».
Художник-дизайнер Марина Аветисян, член Международного Союза журналистов, работает в области СМИ с 1995 года. Участвовала как художник-дизайнер и дизайнер-верстальщик в проектах: журнал «Русская галерея», журнал «RUSSIAN» и др.
Редактор интернет-портала Ольга Морозова, кандидат искусствоведения, заведующая отделом эстетического воспитания Государственного музея изобразительных искусств им. А. С. Пушкина, член Международного Союза журналистов, награждена знаком отличия «Золотой фонд прессы», Почетной грамотой Министерства культуры РФ.
Менеджер по распространению Ольга Василенко, в течение 10 лет работала заведующей методическим кабинетом высшей школы художественного образования, награждена Почетной грамотой Московского комитета образования.
Представитель в Швейцарии Александр Тихонов, коллекционер, юрист.
Представитель в Нью-Йорке Александр Щедринский, профессор Лонг-Айлендского университета.
Представитель в Португалии Ирина Марселу Курту, лингвист-переводчик, консультант по русскому православному искусству, аспирант Лиссабонского государственного университета.
Представитель в Санкт-Петербурге Владимир Васильев, коллекционер, член Союза художников России, директор книжного магазина «Art-Book в Академии художеств».

## Редакционный совет
- Бобров Юрий Григорьевич, доктор искусствоведения. Санкт-Петербург
- Карпова Татьяна Львовна, доктор искусствоведения. Москва
- Лифшиц Лев Исаакович, доктор искусствоведения. Москва